# Ichneumon recurvicauda
Ichneumon recurvicauda är en stekelart som beskrevs av Cuvier 1833. Ichneumon recurvicauda ingår i släktet Ichneumon och familjen brokparasitsteklar. Inga underarter finns listade i Catalogue of Life.